# Aapo Kyrölä
Aapo Kyrölä (1979) é um empresário finlandês,  um dos fundadores da Sulake Corporation Inc., juntamente com Sampo Karjalainen..
A Sulake criou muitos applets bem sucedidos, tais como o Habbo Hotel, Bobba Bar, Coke Music, Virtual Magic Kingdom, Mini Friday e IRC-Galleri.

## Educação e trabalho
Kyrölä começou a trabalhar como programador de software multimídia,  aos 15 anos, na To the Point Oy em Helsinki, onde permaneceu de 1994 a 1998. De 1998 a 2000 passou a programador sênior na Satama Interactive (agência web).
Em 2000 fundou Sulake. No ano de 2001 passou a cientista chefe e membro do conselho, Sulake Corporation  onde foi diretor (co-fundador), entre 2000 e 2001.
Em 2007 graduou-se em ciências sociais e economia, obtendo seu bacharelado em setembro de 2007, na Universidade de Helsinki, Finlândia. Desde 2009 é aluno de doutorado em  Ciência da Computação, na Carnegie Mellon University, em Pittsburgh,  sob a orientação dos professores Carlos Guestrin e Guy Blelloch.

## Trabalhos publicados
- Parallel Coordinate Descent for L1-Regularized Loss Minimization (com J. Bradley, D.Bickson e C. Guestrin).
- Machine Learning in the Cloud with GraphLab (com J. Gonzalez, D. Bickson, Y. Low e C. Guestrin). NIPS Workshop 2010.
- GraphLab: A New Framework for Parallel Machine Learning (com Y. Low, J. Gonzalez,  D. Bickson eC. Guestrin). Apresentado na conferência Uncertainty in Artificial Intelligence, Catalina Island, 2010.

## Prêmios
- Prêmio Finlândia em (2005), pelo desenvolvimento do  Habbo Hotel;
- Prêmio Finlandês de Engenharia, em 2006, pelo desenvolvimento do Habbo Hotel (comunidade virtual);
- Nokia Foundation Recognition Award (2008), com Sampo Karjalainen (2008).[7]  por contribuições em rede de colaboração e meios de comunicação social.[8]